# Carreteras de Estados Unidos
Las Carreteras de Estados Unidos se agrupan en, al menos, cuatro categorías:
- Red de Autopistas Interestatales (Interstate Highways)

La Red de Autopistas Interestatales es un sistema de autopistas de libre tráfico, sin peajes, financiadas y administradas por el Gobierno Federal (aunque mantenidas por los Estados) que forma la columna vertebral del sistema de transporte de los Estados Unidos, con millones de norteamericanos que dependen de ella para los transportes de personas y mercancías diarios. Las Autopistas Interestatales se construyen según unos estrictos parámetros, de manera que permitan viajes a la mayor velocidad de manera segura y eficiente. Las Autopistas Primarias también tienen aparejadas rutas auxiliares (Interestatales Auxiliares), que normalmente tienen tres dígitos en su numeración. Todas las Autopistas Interestatales forman parte del Sistema Viario Nacional (en), una red de autopistas consideradas esenciales para la defensa, economía y movilidad de la nación.
- Red de Carreteras Federales (U.S. Highways)

La Red de Carreteras Federales de Estados Unidos es antigua, coordinada por la Asociación Americana de Administraciones de Carreteras Estatales y Transportes y mantenida por los Estados y gobiernos locales. Debido a la preeminencia de la Red de Autopistas Interestatales, muchas U.S. Routes han sido degradadas a ruta con nomenclatura estatal a lo largo de los años, siendo la descatalogación más famosa la de la legendaria Ruta 66.
- Carreteras Estatales (State Highways)

Cada Estado tiene, también, una red de carreteras estatales. Las carreteras estatales tiene unos parámetros de diseño y calidad variables. Algunas carreteras estatales con una gran tráfico pesado se han construido según los parámetros de las Autopistas Interestatales; otras tienen tan poco tráfico que son carreteras con mínimos de calidad.
- Carreteras Locales o de Condado (County Highways)

El último nivel administrativo en algunos Estados es el de las carreteras locales o de condado (County Highways). Las carreteras locales tiene una gran variedad de diseños, desde las muy transitadas a accesos en tierras en remotas partes de la nación.
Las carreteras se clasifican según una numeración o una letra. La nomenclatura está presente, normalmente, a lo largo de la carreteras mediante una señal de identificación de carreteras (highway shield); cada sistema tiene su propio diseño de estas señales para permitir una rápida identificación de a qué sistema pertenece la carretera. A continuación se muestra una lista de las diferentes señales indicativas de carretera usadas en los Estados Unidos.

## Lista de Señalización

### Autopistas Interestatales
Autopista Interestatal
Muestra: Interstate 95
Autopista Interestatal, variante con nombre de Estado
Muestra: Interestatal 80 en California
Autopista Interestatal en Hawái
Muestra: Interestatal H-1
Autopista Interestatal en Alaska**
Muestra: Interestatal A-1
Autopista Interestatal en Puerto Rico**
Muestra: PRI-1
** Advertir que las Interestatales de Alaska y Puerto Rico existen pero no están señalizadas como tal. Los escudos de arriba son sólo teóricos, basados en los reales de las Interestatales de Hawaii (H1, H2, H3 y H201) que sí están señalizadas.

### Carreteras Federales
Carreteras Federales de Estados Unidos (United States Numbered Highways)
Muestra: U.S. Route 30 (en)
Carreteras Federales de Estados Unidos, variante de California
Muestra: U.S. Route 50 en California (en)
Carreteras Federales de Estados Unidos Históricas, variante de California
Muestra: Histórica U.S. Route 99 (en) en California

### Señales Genéricas
Señal de carretera local (county route)
Muestra: County Route 64 (en) en Baldwin County, Alabama
Señal de carretera forestal (Forest Route)
Muestra: Forest Route 7
Señal de camino nativo indio (Indian Route)
Muestra: Indian Route 18
Señal de carril-bici (U.S. Bicycle Route (en))
Muestra: U.S. Bicycle Route 76 (en)

### Carreteras Estatales y otras Redes similares
Carreteras estatales en Alabama
Muestra: State Route 67 (en)
Carreteras de Alaska
Muestra: Alaska Route 5 (en)
Carreteras estatales en Arizona
Muestra: State Route 48 (en)
Carreteras estatales en Arkansas
Muestra: State Highway 87 (en)
Carreteras estatales en California
Muestra: State Route 2 (en)
Carreteras estatales en Colorado
Muestra: State Highway 62 (en)
Routes in Connecticut
Muestra: Route 8
State Routes in Delaware
Muestra: State Route 1
District of Columbia Routes
Muestra: District of Columbia Route 295
State Roads in Florida
Muestra: State Road 13
State Roads in Florida, tolled
Muestra: State Road 869
State Route in Georgia
Muestra: State Route 3
Route in Hawaii
Muestra: Route 66
State Highway in Idaho
Muestra: State Highway 41
Illinois Route
Muestra: Illinois Route 19
State Roads in Indiana
Muestra: State Road 67
State Highway in Iowa*
Muestra: Iowa Highway 92
State Highway in Kansas*
Muestra: K-99
State Highway in Kentucky*
Muestra: State Highway 1
State Highway in Luisiana*
Muestra: Louisiana Highway 3021
State Route in Maine
Muestra: State Route 9
Maryland state highway
Muestra: Maryland Route 2
Route in Massachusetts
Muestra: Route 24
State Trunkline in Míchigan
Muestra: M-28
Highway in Minnesota
Muestra: Highway 62
Highway in Mississippi
Muestra: Mississippi Highway 1
Route in Misuri
Muestra: Route 43
Route in Misuri, supplemental variant
Muestra: Route K
Highway in Montana
Muestra: Montana State Highway 80
Secondary Highway in Montana
Muestra: Montana Secondary Highway 201
State Highway in Nebraska
Muestra: Nebraska Highway 2
State Route in Nevada
Muestra: State Route 28
New Hampshire Route
Muestra: New Hampshire Route 16
Route in Nueva Jersey
Muestra: Route 33
State Highway en Nuevo Méjico*
Muestra: New Mexico State Highway 516
Ruta en Nueva York
Muestra: New York State Route 15
Parkway in upstate New York
Muestra: Bronx River Parkway
Parkway on Long Island, New York
Muestra: Meadowbrook Parkway
State Highway in Carolina del Norte
Muestra: North Carolina Highway 130
State Highways in Dakota del Norte*
Muestra: State Highway 23
State Route in Ohio
Muestra: State Route 2
State Highway in Oklahoma, new shield
Muestra: State Highway 1
State Highway in Oklahoma, old shield
Muestra: State Highway 1
Route in Oregón
Muestra: Oregon Route 58
State Route in Pennsylvania*
Muestra: Pennsylvania Route 39
Route in Rhode Island
Muestra: Route 3
State Highway in Carolina del Sur
Muestra: South Carolina Highway 64
State Highway in Dakota del Sur
Muestra: South Dakota Highway 10
State Route in Tennessee
Muestra: State Route 14
Secondary State Route in Tennessee
Muestra: Secondary State Route 14
State Highway in Texas
Muestra: State Highway 6
State Highway in Texas, tolled
Muestra: State Highway 121
State Highway Loop in Texas
Muestra: State Highway Loop 1
State Highway Spur in Texas
Muestra: State Highway Spur 366
State Beltway in Texas
Muestra: Texas Beltway 8
Farm to Market Road in Texas
Muestra: Farm to Market Road 1093
Park Road in Texas
Muestra: Park Road 5
Recreational Road in Texas
Muestra: Recreational Road 2
State NASA Road in Texas
Muestra: NASA Road 1
Old San Antonio Road in Texas
Muestra: Texas OSR the first road in Texas
State Route in Utah
Muestra: State Route 201
Vermont Route
Muestra: Vermont Route 15
Vermont Route, "state numbered town highway" variant
Muestra: Locally maintained Vermont Route 1
Virginia State Route
Muestra: State Route 7
Virginia State Highway, secondary or frontage state highway
Muestra: State Route 620
State Route in Washington
Muestra: State Route 202
West Virginia State Route*
Muestra: West Virginia Route 46
Wisconsin State Trunk Highway
Muestra: State Trunk Highway 29
Wisconsin County Trunk Highway
Muestra: County Trunk Highway L
State Highway in Wyoming*
Muestra: Wyoming Highway 24
A * means that the official name is unconfirmed.

### Carreteras de otros territorios
Guam Highways*
Mostrar: Guam Highway 8
Puerto Rico Primary Highway*
Mostrar: Puerto Rico Primary Highway 1
Puerto Rico Urban Primary Highway*
Mostrar: Puerto Rico Urban Primary Highway 1
Puerto Rico Secondary Highway*
Mostrar: Puerto Rico Secondary Highway 970
Puerto Rico Tertiary Highway*
Mostrar: Puerto Rico Tertiary Highway 3
U.S. Virgin Islands Highway*
Mostrar: U.S. Virgin Islands Highway 10
Un * significa que el nombre oficial aún no está confirmado.